# Феминистка теория
Феминистката теория е разширяването на феминизма в теоретичен, въображаем или философски дискурс. Има за цел да разбере природата на неравенството между половете. Разглежда социалните роли на жените и мъжете, опита, интересите, задълженията и феминистката политика в различни области, като антропология и социология, комуникация, медийни изследвания, психоанализа, политическа теория, домашна икономика, литература, образование и философия.
Феминистката теория често се фокусира върху анализа на неравенството между половете. Темите, често изследвани в нея, включват дискриминация, обективизация (особено сексуална обективизация), потисничество, патриархат, стереотипи, изкуствознание и съвременно изкуство, и естетика.

## История
Феминистките теории се появяват за първи път още през 18-19 век в публикации като „Защита на правата на жените“ (A Vindication of the Rights of Woman) (1792) от Мери Уолстънкрафт, „Променящата се жена“ (The Changing Woman), „Не съм ли жена“ (Ain't I a Woman) (1851) – реч на бившата робиня Соуджърнър Трут, „Реч след арест за нелегално гласуване“ (Speech after Arrest for Illegal Voting) (1872) на Сюзан Б. Антъни и др. „Променящата се жена“ е мит на навахо, който приписва заслугата на жена, която в крайна сметка е населила света. През 1851 г. Трут се занимава с проблемите на правата на жените чрез публикацията си „Не съм ли жена“. Тя се занимава с въпроса за ограничените права на жените поради погрешното възприятие на жените за жените. Трут твърди, че ако една цветнокожа жена може да изпълнява задачи, за които се предполага, че са били ограничени до мъжете, тогава всяка жена от всякакъв цвят може да изпълнява същите тези задачи. След ареста си за незаконно гласуване Сюзън Б. Антъни изнася реч в съда, в която се обръща към въпросите на езика в рамките на конституцията, документиран в нейната публикация „Реч след арест за незаконно гласуване“ през 1872 г. тя поставя под съмнение авторитетните принципи на конституцията и нейния мъжко-ориентиран език. Повдига въпроса защо жените трябва да бъдат наказани по закон, но не могат да използват закона за собствена защита (те не могат да гласуват, да притежават собственост, нито да имат попечителството върху себе си в брака).
Нанси Кот прави разлика между съвременния феминизъм и неговите предшественици, особено борбата за избирателно право. В Съединените щати тя поставя повратната точка в десетилетията преди и след като жените са получили правото на глас през 1920 г. (1910–1930 г.). Тя твърди, че предишното женско движение е било основно за жената като универсална единица, докато през този 20-годишен период то се е трансформирало в движение, което се е занимавало предимно със социалната диференциация, обръщайки внимание на индивидуалността и разнообразието. Новите въпроси се занимават повече със състоянието на жената като социална конструкция, полова идентичност и взаимоотношения вътре и между половете. Политически, това представлява промяна от идеологическо подравняване, придържащо се към  Десницата, към едно по-радикално такова,  свързано с Левицата.
Сюзън Кингсли Кент казва, че фройдисткият патриархат е отговорен за смекчения профил на феминизма в годините между двете войни, докато други като Джулиет Мичъл смятат това за прекалено опростено, тъй като Фройдистката теория не е напълно несъвместима с Феминизма. Някои феминистки учени се отклоняват от необходимостта да се установи произхода на семейството и се насочват към анализиране на процеса на патриархата. В периода непосредствено след войната Симон дьо Бовоар се противопоставя на образа на „жената в дома“. Тя предоставя екзистенциалистко измерение на Феминизма с публикуването на „Вторият пол“ през 1949 г.  Както подсказва заглавието, отправната точка е имплицитната малоценност на жените и първият въпрос, който Дьо Бовоар задава, е „Какво е жената“? Жената, която тя осъзнава, винаги се възприема като „другата“, „тя се определя и обособява по отношение на мъжа, а не той по отношение на нея“. В тази книга и нейното есе „Жената: мит и реалност“ Дьо Бовоар предшества Бети Фридан в стремежа й да демитологизира мъжката концепция за жената. „Мит, измислен от мъже, за да ограничи жените в тяхното потиснато състояние. За жените не става въпрос да се утвърдят като жени, а да станат пълноценни човешки същества.“ „Човек не се ражда, а по-скоро става жена“, или както го казва Торил Мой „жената определя себе си чрез начина, по който живее своята въплътена ситуация в света, или с други думи, чрез начина, по който прави нещо от това, което светът прави от нея". Следователно жената трябва да си върне субекта, да избяга от дефинираната си роля на „друга“, като картезианска отправна точка. В своето изследване на мита тя се явява като човек, който не приема никакви специални привилегии за жените. По ирония на съдбата феминистките философи трябва да извадят самата Дьо Бовоар от сянката на Жан-Пол Сартър, за да я оценят напълно. Въпреки че е повече философ и писателка, отколкото активистка, тя подписва един от манифестите на Движението за освобождение на жените.
Възраждането на феминисткия активизъм в края на 60-те години на 20 век е придружено от възникваща литература за загриженост за земята и духовността, както и екологията. Това от своя страна създава благоприятна атмосфера за подновяване на изследването и дебата относно матрицентризма, като отхвърляне на детерминизма, като Ейдриън Рич  и Мерилин Френч докато за социалистическите феминистки като Евелин Рийд патриархатът притежава свойствата на капитализма. Феминистките психолози, като Джийн Бейкър Милър, се опитват да направят феминистки анализ на предишни психологически теории, доказвайки, че „няма нищо лошо в жените, а по-скоро в начина, по който съвременната култура ги вижда“.
Илейн Шоуолтър описва развитието на феминистката теория като включващо няколко фази. Първата нарича „феминистка критика“ – където феминистката читателка изследва идеологиите зад литературните феномени. Вторият е гинокритика – където жената е производител на текстово значение, включително „психодинамиката на женското творчество, езикознанието и проблема с женския език, траекторията на индивидуалната или колективна женска литературна кариера и литературната история“. Последната фаза е „теория на пола“ – където се изследват „идеологическото вписване и литературните ефекти на системата „пол/джендър“ Този модел е критикуван от Торил Мой, която го вижда като есенциалистки и детерминистичен модел за женската субективност. Тя също го критикува, че не взема под внимание положението на жените извън западните страни.
От 70-те години на 20 век нататък психоаналитичните идеи, които възникват в областта на френския феминизъм, оказват решаващо влияние върху феминистката теория. Феминистката психоанализа деконструира фалическите хипотези относно несъзнаваното. Юлия Кръстева, Брача Етингер и Люс Иригаре разработват специфични понятия относно несъзнаваното сексуално различие, женствеността и майчинството, с широко значение за анализа на филмите и литературата.
През 90-те години на 20 век и първите десетилетия на 21 век междусекторността играе важна роля във феминистката теория, водеща до развитието на трансфеминизма и куиър феминизма, и до консолидирането на черния, антирасисткия и постколониалния феминизъм, наред с други. Възходът на четвъртата вълна през 2010 г. води до нови дискусии относно сексуалното насилие, сексуалното съгласие и телесната позитивност, както и задълбочаване на междусекторните перспективи. Едновременно с това феминистката философия и антропология виждат възход на нови материалистични, ориентирани към афекта, постхуманистични и екофеминистки перспективи.

## Дисциплини
Съществуват редица различни феминистки дисциплини, в които експертите в други области прилагат феминистки техники и принципи в своите области. Освен това това са дебати, които оформят феминистката теория и могат да се прилагат взаимозаменяемо в аргументите на феминистките теоретици.

### Тяло
В западната мисъл тялото исторически е било свързвано единствено с жените, докато мъжете са били свързвани с ума. Сюзън Бордо, съвременна американска феминистка и  философ, в своите писания разработва дуалистичния характер на връзката „ум/тяло“, като изследва ранните философии на Аристотел, Хегел и Декарт, разкривайки как такива отличителни бинарности като „дух/материя“ и „мъжка активност/женска пасивност“ са работили за укрепване на половите характеристики и категоризация. Бордо продължава, като посочва, че докато мъжете исторически са били свързвани с интелекта и ума или духа, жените отдавна са били свързвани с тялото – подчиненият, негативно пропит термин в дихотомията „ум/тяло“. Идеята, че тялото (но не и умът) се свързва с жените, служи като оправдание да се считат жените за собственост, предмети и обменни стоки (сред мъжете). Например женските тела са били обективизирани през цялата история чрез променящите се идеологии на модата, диетата, тренировъчните програми, козметичната хирургия, раждането на деца и др. Това контрастира с ролята на мъжете като морални агенти, отговорни за работата или битките в кървавите войни. Расата и класата на една жена могат да определят дали тялото й ще бъде третирано като украса и защитено, което се свързва с телата на жените от средната или висшата класа. От друга страна, другото тяло е признато за използването му в труда и експлоатацията, което обикновено се свързва с телата на жените в работническата класа или с цветнокожите жени. Феминисткият активизъм от втората вълна се застъпва за репродуктивните права и избора. Движението за здравето на жените в САЩ и лесбийският феминизъм също са свързани с този дебат за телата.

### Феминистки перспективи за пол и джендър
За Феминизма се твърди, че е движение за прекратяване на потисничеството на жените. Един възможен начин да се разбере терминът „жена“ в това твърдение е той да се приеме като полов термин: под „жена“ се подразбират жените и това да бъдеш жена зависи от различни биологични и анатомични характеристики (като гениталиите). В исторически план много феминистки разбират „жена“ по различен начин: не като полов термин, а като джендърен термин, който зависи от социални и културни фактори (като социалната позиция). Правейки това, те разграничават пола (да бъдеш женски или мъжки) от джендър (да бъдеш женствен или мъжествен). Във феминистката философия това разграничение предизвиква оживен дебат. Основните въпроси включват: Какво означава полът да бъде различен от джендъра, ако изобщо има нещо такова? Как трябва да се разбира твърдението, че джендърът зависи от социални и/или културни фактори? Какво означава да бъдеш жена, мъж или куиър? Термините „пол“ и „джендър“ означават различни неща за различните феминистки теоретици и нито един от тях не е лесен или ясен за характеризиране.

### Епистемологии
Въпросите за това как се произвежда, генерира и разпространява знанието са централни за западните концепции за феминистката теория и дискусиите върху феминистката епистемология. Един дебат предлага такива въпроси като „Има ли „женски начини за познание“ и „женско познание“?“ и „как знанията, които жените създават за себе си, се различават от тези, създадени от патриархата?" Феминистките теоретици също предлагат „познанието за феминистката гледна точка“, което се опитва да замени „гледката от нищото“ с модела на знание, който изхвърля „гледката от живота на жените“. Феминисткият подход към епистемологията се стреми да установи производството на знания от гледна точка на жената. Той теоретизира, че от личния опит идва знание, което помага на всеки индивид да погледне на нещата от различна гледна точка.
Основно за феминизма е, че жените са систематично подчинявани, а недобросъвестност съществува, когато жените подчиняват своята агентност на това (например приемайки религиозните вярвания, според които мъжът е доминиращата страна в брака по Божията воля). Симон дьо Бовоар нарича такива жени „осакатени“ и „иманентни“.

### Междусекторност
Междусекторността е изследване на различните начини, по които хората са потискани, въз основа на релационната мрежа от доминиращи фактори като раса, пол, класа, нация и сексуална ориентация. Междусекторността „описва едновременните, множество, припокриващи се и противоречиви системи на власт, които оформят нашия живот и политически опции“. Въпреки че тази теория може да се приложи към всички хора и по-специално към всички жени, тя е специално спомената и изучавана в сферите на черния феминизъм. Патриша Хил Колинс твърди, че чернокожите жени в частност имат уникална гледна точка за потисничеството на света, тъй като за разлика от белите жени те се сблъскват едновременно с расово и полово потисничество, наред с други фактори. Този дебат повдига въпроса за разбирането на потисническия живот на жените, който не е оформен само от джендър, но и от други елементи като расизъм, сегрегация по класа, възрастова дискриминация, хетеросексизъм, дискриминация към хората с увреждания и др.

### Език
В този дебат жените писателки се обръщат към проблемите на мъжкото писане чрез мъжко-центриран език, който би могъл да не служи за приспособяване на литературното разбиране към живота на жените. Такъв мъжки език, към който се обръщат феминистките теоретици, е използването например на „Бог Отец“, което се разглежда като начин за обозначаване на свещеното като единствено мъжко (или, с други думи, библейският език прославя мъжете чрез всички местоимения в мъжки род като „той“ и „него“ и с обръщане към Бог с „Той“). Феминистките теоретици се опитват да върнат и предефинират жените чрез по-задълбочено мислене на езика. Например межусекторните теоретици използват термина „ womyn“ вместо „women“ (на англ. „жени“), за посочат същите идеи, докато обаче извеждат на преден план или по-ясно включват транссексуалните жени, небинарните жени, интерсексуалните жени, куиър жените и цветнокожите жени. Някои феминистки теоретици предлагат да се използва неутрална терминология при назоваване на длъжности (например „полицейски служител“ (police officer) вместо полицай (policeman) или „разносвач на поща“ вместо „пощальон“ (policeman)). Други повторно си присвояват и предефинират такива думи като "dyke" („лесбийка“) and "bitch" („кучка“).

### Психология
Феминистката психология е форма на психология, съсредоточена върху обществените структури и джендър. Тя критикува факта, че исторически психологическите изследвания са правени от мъжка гледна точка с мнението, че мъжете са норма. Феминистката психология е ориентирана към ценностите и принципите на феминизма. Тя включва пола и начините, по които жените са засегнати от произтичащите от него проблеми. Етел Денч Пъфър Хаус е една от първите жени, навлезли в областта на психологията. 
Една голяма психологическа теория – Релационно-културната теория, се основава на работата на Джийн Бейкър Милър, чиято книга „Към нова психология на жените“ твърди, че „насърчаващите растежа отношения са основна човешка необходимост и че прекъсванията са източник на психологически проблеми“. Вдъхновена от „Мистичната женственост“ на Бети Фридан и други феминистки класики от 60-те години на 20 век, релационно-културната теория предлага, че „изолацията е едно от най-вредните човешки преживявания и се лекува най-добре чрез повторно свързване с други хора“ и че терапевтът трябва „да насърчи атмосфера на емпатия и приемане на пациента, дори и с цената на неутралността на терапевта”. Теорията се основава на клинични наблюдения и се опитва да докаже, че „няма нищо лошо в жените, а по-скоро в начина, по който съвременната култура ги вижда".

### Психоанализа
Психоаналитичният феминизъм и феминистката психоанализа се основават на Фройд и неговите психоаналитични теории, но те също предоставят важна критика към него. Този феминизъм поддържа, че джендър не е биологичен, а се основава на психо-сексуалното развитие на индивида, но също така, че половата разлика и джендър са различни понятия. Психоаналитичните феминистки вярват, че неравенството между половете идва от преживяванията в ранна детска възраст, които карат мъжете да вярват, че са мъжествени, а жените да вярват, че са женствени. Освен това се поддържа, че полът води до социална структура, доминирана от мъжете, което от своя страна влияе върху индивидуалното психо-сексуално развитие. Като решение някои предлагат да се избегне половото структуриране на смесеното обучение.
От последните 30 години на 20 век съвременните френски психоаналитични теории относно женското, които се отнасят до сексуалните различия, а не до джендър, с психоаналитички като Юлия Кръстева, Мо Манони, Люс Иригаре,  и Брача Етингер, които изобретяват концепцията за матрично пространство и матрична феминистка етика, до голяма степен са повлияли не само на феминистката теория, но и на разбирането на субекта във философията, изкуството, естетика и етика и общата област на самата психоанализа. Тези френски психоаналитички са предимно постлаканисти. Други феминистки психоаналитички и феминистки теоретици, чийто принос е обогатил областта чрез ангажиране с психоанализата, са Джесика Бенджамин, Жаклин Роуз Ранджана Хана и Шошана Фелман.

### Литературна теория
Феминистката литературна критика е литературна критика, основана на феминистки теории или политика. Нейната история е разнообразна, от класически произведения на авторки като Джордж Елиът, Вирджиния Улф и Маргарет Фулър до скорошна теоретична работа в изследванията на жените и изследванията на пола от автори от третата вълна.
Най-общо казано, феминистката литературна критика преди 70-те години на 20 век се занимава с политиката на женското авторство и представянето на състоянието на жените в литературата. След появата на по-сложни концепции на джендър и субективността, феминистката литературна критика поема по различни нови пътища. Тя разглежда джендър от гледна точка на психоанализата на Фройд и Лакан като част от деконструкцията на съществуващите властови отношения.

### Филмова теория
Много феминистки филмови критици, като Лора Мълви, изтъкват мъжкия поглед, който преобладава в класическото холивудско кино. Чрез използването на различни филмови техники, като например когато един герой е показан да гледа друг герой (често извън екрана), а след това другият герой е показан да гледа назад към първия герой, зрителите се привеждат в съответствие с гледната точка на мъжкия герой. Трябва да се отбележи, че жените функционират като обекти на този поглед много по-често, отколкото като пълномощници на зрителя. Феминистката филмова теория от последните двадесет години е силно повлияна от общата трансформация в областта на естетиката, включително новите възможности за артикулиране на погледа, предлагани от психоаналитичния френски феминизъм, като женския, майчински и матриархален поглед (на англ. matrixial gaze) на Брача Етингер.

### История на изкуството
Линда Нохлин и Гризелда Полок са видни историци на изкуството, които пишат за съвременни и модерни художници и артикулират изкуствознанието от феминистка гледна точка от 70-те години на 20 век. Полок работи с френската психоанализа, и по-специално с теориите на Юлия Кръстева и Брича Етингер, за да предложи нови прозрения в историята на изкуството и съвременното изкуство със специално отношение към въпросите на травмата и транспоколенческата памет в произведенията на жените художници. Други видни феминистки историци на изкуството включват Норма Брауд и Мери Гарард, Амелия Джоунс, Мике Бал, Карол Дънкан, Линда Нийд, Лиза Тикнър, Тамар Гарб, Хилари Робинсън и Кейти Дийпуел.

### История
Феминистката история се отнася до препрочитането и повторното тълкуване на историята от феминистка гледна точка. Това не е същото като историята на феминизма, която очертава произхода и еволюцията на феминисткото движение. Освен това се различава от историята на жените, която се фокусира върху ролята на жените в историческите събития. Целта на феминистката история е да изследва и осветли женската гледна точка към историята чрез преоткриване на жените писателки, художнички, философи и т.н., за да се възстанови и демонстрира значението на гласовете и изборът на жените в миналото.

### География
Феминистката география често се счита за част от по-широк постмодерен подход към темата, който не се занимава основно с развитието на концептуалната теория сама по себе си, а по-скоро се фокусира върху реалния опит на индивиди и групи в техните собствени места, върху географията, в която живеят в собствените си общности. В допълнение към своя анализ на реалния свят тя също така критикува съществуващите географски и социални изследвания, като твърди, че академичните традиции са очертани от патриархата и че съвременните изследвания, които не се противопоставят на природата на предишната работа, засилват мъжкото пристрастие в академичното изследване.

### Философия
Феминистката философия се отнася до философията, към която се подхожда от феминистка гледна точка. Тя включва опити за използване на философски методи за по-нататъшно развитие на каузата на феминистките движения и също така се опитва да критикува и/или преоценява идеите на традиционната философия от феминистка гледна точка. Тази критика произтича от дихотомията, която западната философия е предположила с феномените на ума и тялото. Няма специфична школа за феминистка философия, както има по отношение на други теории. Това означава, че феминистките философи могат да бъдат намерени в аналитичните и континенталните традиции и различните гледни точки, възприети по философски въпроси с тези традиции. Феминистките философи също имат много различни гледни точки, възприети по философски въпроси в рамките на тези традиции. Феминистките философи, които са феминистки, могат да принадлежат към много различни разновидности на феминизма. Писанията на Джудит Бътлър, Рози Брайдоти, Дона Харауей, Брача Етингер и Авитал Ронел са най-значимите психоаналитично информирани влияния върху съвременната феминистка философия.

### Сексология
Феминистката сексология е разклонение на традиционните изследвания на сексологията, което се фокусира върху междусекторността на пола и пола във връзка със сексуалния живот на жените. Феминистката сексология споделя много принципи с по-широката област на сексологията; по-специално, не се опитва да предпише определен път или нормалност за женската сексуалност, а само наблюдава и отбелязва различните и разнообразни начини, по които жените изразяват своята сексуалност. Разглеждането на сексуалността от феминистка гледна точка създава връзки между различните аспекти на сексуалния живот на човека.
От гледна точка на феминистките сексологията, която е изследване на човешката сексуалност и сексуални взаимоотношения, е свързана с междусекторността на пола, расата и сексуалността. Мъжете имат доминираща власт и контрол над жените във връзката, а от жените се очаква да крият истинското си чувство за сексуално поведение. Цветнокожите жени са изправени пред още повече сексуално насилие в обществото. Някои страни в Африка и Азия дори практикуват обрязване на женските гениталии, контролирайки сексуалното желание на жените и ограничавайки сексуалното им поведение. Нещо повече, Шарлот Бънч, американска активистка за правата на жените и правата на човека, заявява, че обществото е гледало на лесбийството като на заплаха за мъжкото надмощие и за политическите отношения между мъжете и жените. Затова в миналото хората са гледали на лесбийството като на грях и са го превръщали в смъртно наказание. Дори днес много хора все още дискриминират хомосексуалистите. Много лесбийки крият своята сексуалност и са изправени пред още по-голямо сексуално потисничество.

### Моносексуална парадигма
Моносексуалната парадигма е термин, измислен от Блейзингейм, самоопределяща се афроамериканка, бисексуална жена. Тя използва този термин, за да се обърне към общностите на лесбийките и гейовете, които си затварят очите за дихотомията, която потиска бисексуалните както от хетеросексуалните, така и от хомосексуалните общности. Това потисничество засяга повече гейовете и лесбийските общности, отколкото хетеросексуалната общност поради противоречивата си изключителност на бисексуалните. Блейзингейм твърди, че в действителност дихотомиите са неточни за представянето на индивидите, защото нищо не е наистина черно или бяло, хетеросексуално или гей. Нейният основен аргумент е, че бифобията е централното послание на два корена – интернализиран хетеросексизъм и расизъм. Интернализираният хетеросексизъм е описан в моносексуалната парадигма, в която бинарността гласи, че си или хетеросексуален, или гей и нищо между тях. Гейовете и лесбийките приемат този интернализиран хетеросексизъм, като се превръщат в моносексуалната парадигма и предпочитат единичното привличане и противоположното привличане и за двата пола. Блейзингейм описва това фаворизиране като акт на хоризонтална враждебност, при който потиснатите групи се бият помежду си. Расизмът се описва в моносексуалната парадигма като дихотомия, при която индивидите са или черни, или бели, отново нищо между тях. Въпросът за расизма се проявява по отношение на процеса на излизане на бисексуалните, където рисковете от излизане варират в зависимост от очакваната реакция на общността, а също и по отношение на нормите сред бисексуалните лидери, където класовият статус и расовият фактор преобладават над сексуалната ориентация.

### Политика
Феминистката политическа теория е наскоро новопоявила се област в политологията, фокусирана върху пола и феминистките теми в рамките на държавата, институциите и политиките. Тя поставя под въпрос „модерната политическа теория, доминирана от универсалистката либералистка мисъл, която твърди, че е безразлична към пола или други различия в идентичността и следователно е отделила време, за да се отвори към подобни опасения“.
Феминистките перспективи навлизат в международните отношения в края на 80-те години на 20 век, приблизително по същото време като края на Студената война. Този път не е случайно, защото през последните четиридесет години конфликтът между САЩ и СССР е доминиращ в дневния  ред на международната политика. След Студената война между основните сили продължава относителен мир. Скоро в дневния ред на международните отношения се появяват много нови въпроси. Повече внимание е отделено и на социалните движения. Всъщност в онези времена феминистки подходи също се използват за изобразяване на световната политика. Феминистките започват да подчертават, че докато жените винаги са били играчи в международната система, тяхното участие често се свързва с неправителствени среди като социалните движения. Въпреки това те също могат да участват в междудържавния процес на вземане на решения, както правят мъжете. Доскоро ролята на жените в международната политика се свежда до това да бъдат съпруги на дипломати, бавачки, които отиват в чужбина, за да намерят работа и да издържат семейството си, или проститутки, трафикирани през международните граници. Приносът на жените не е забелязан в области, където твърдата сила играе значителна роля, като армията. В днешно време жените набират скорост в сферата на международните отношения в областите на правителството, дипломацията, академичните среди и др.

### Икономика
Феминистката икономика в общи линии се отнася до развиващ се клон на икономиката, който прилага феминистки прозрения и критики към икономиката. През последните десетилетия обаче феминистки като например Катрин Марсал, автор на „Кой сготви вечерята на Адам Смит“, също подемат критика на икономиката. Изследванията във феминистката икономика често са интердисциплинарни, критични или хетеродоксални. Те обхващат дебати за връзката между феминизма и икономиката на много нива: от прилагане на основните икономически методи към недостатъчно проучени женски области, до въпроса как основната икономика оценява репродуктивния сектор, до дълбоките философски критики на икономическата епистемология и методология.
Важен въпрос, който феминистките икономисти изследват, е как брутният вътрешен продукт (БВП) не измерва адекватно неплатения труд, извършван предимно от жени, като домакинска работа, грижи за деца и възрастни хора. Феминистките икономисти също оспориха и разобличиха реторичния подход на основната икономика. Те критикуват много основни допускания на мейнстрийм икономиката, включително модела на Хомо икономикус. В Наръчника на домакинята Бетси Уориър представя убедителен аргумент, че възпроизводството и домашният труд на жените формират основата на икономическото оцеляване; въпреки че не са възнаградени и не са включени в БВП. Според Уориър: „Икономиката, както е представена днес, няма никаква основа в реалността, тъй като пропуска самата основа на икономическия живот. Тази основа е изградена върху женския труд; първо нейният репродуктивен труд, който произвежда всеки нов работник (и първата стока, която е майчиното мляко и която подхранва всеки нов „потребител/работник“); второ, женският труд, състоящ се от чистене, готвене, преговори за социална стабилност и отглеждане, който подготвя за пазара и поддържа всеки работник. Това представлява женската продължаваща индустрия, позволяваща на работниците да заемат всяка позиция в работната сила. Без този основен труд и стока не би имало икономическа дейност“. Уориър също така отбелязва, че непризнатите доходи на мъжете от незаконни дейности като оръжия, наркотици и трафик на хора, политически подкупи, религиозни възнаграждения и различни други неразкрити дейности осигуряват богат поток от приходи за мъжете, което допълнително обезсилва данните за БВП. Дори в нелегалните икономики, където жените преобладават числено, като трафика на хора, проституцията и домашното прислужване, само малка част от приходите на сводника се филтрират до жените и децата, които той използва. Обикновено сумата, изразходвана за тях, е само за поддържане на живота им, а в случая на тези, които проституират, малко пари могат да бъдат похарчени за облекло и такова оборудване, което ще ги направи по-продаваеми за клиентите на сводника.
Поддръжниците на тази теория изиграват важна роля в създаването на алтернативни модели, като подхода на способностите и включването на пола в анализа на икономическите данни, за да се повлияе на политиката. Мерилин Пауър предполага, че феминистката икономическа методология може да бъде разделена на пет категории.

### Правна теория
Феминистката правна теория се основава на феминисткия възглед, че третирането на жените по отношение на мъжете не е равнопоставено или справедливо. Целите на феминистката правна теория, както са определени от водещата теоретичка Клеър Далтън, се състоят от разбиране и изследване на женския опит, откриване дали законът и институциите се противопоставят на жените и откриване на какви промени могат да се направят. Това трябва да се постигне чрез изучаване на връзките между правото и джендър, както и чрез прилагане на феминисткия анализ в конкретни области на правото.
Феминистката правна теория произтича от неадекватността на настоящата структура да отчете дискриминацията, пред която са изправени жените, особено дискриминацията, основана на множество пресичащи се идентичности. Работата на Кимбърле Креншоу е централна за феминистката правна теория, особено нейната статия „Демаргинализация на пресичането на раса и джендър: черна феминистка критика на антидискриминационната доктрина, феминистката теория и антирасистката политика“. Делото „Де Графенрайд срещу Дженеръл Мотърс“ в САЩ е пример за такъв случай. В този случай съдът решава, че ищците, пет чернокожи жени, включително Ема ДеГрафенрайд, които са били служители на Дженеръл Мотърс, нямат право да подадат жалба на основание, че те, като чернокожи жени, не са „специална класа, която трябва да бъде защитена от дискриминация“. Решението по делото срещу ищеца разкрива неспособността на съдилищата да разберат ролята на междусекторността в дискриминацията. Делото „Мур срещу Хю Хеликоптърс“ е друго решение, което служи за реифициране на постоянното дискредитиране на междусекторността като фактор за дискриминация. В случая ищецът представя статистически доказателства, разкриващи несъответствие в повишенията на по-високо ниво и ръководни длъжности между мъже и жени и, в по-малка степен, между чернокожи и бели мъже. В крайна сметка съдът отказва на ищеца възможността да представлява всички чернокожи и всички жени. Решението намалява набора от статистическа информация, от която ищецът може да извлече, и ограничи доказателствата само до тези за чернокожите жени, което е решение в пряко противоречие с делото „Де Графенрайд“. Освен това, тъй като ищецът първоначално претендира за дискриминация като чернокожа жена, а не, по-общо, като жена, съдът заявява, че има опасения дали ищецът може „адекватно да представлява белите служители“. Делото „Пейн срещу Трейвенол“ служи като още един пример за непоследователност на съдилищата, когато се занимават с въпроси, въртящи се около пресечните точки на раса и пол. Ищците по делото – две чернокожи жени, завеждат дело срещу Трейвънол от името на чернокожи мъже и жени на основание, че фармацевтичният завод практикува расова дискриминация. Съдът решава, че ищците не могат адекватно да представляват чернокожите мъже; въпреки това те позволяват допускането на статистически доказателства, които включват всички чернокожи служители. Въпреки по-благоприятния изход, след като е установено, че има широко разпространена расова дискриминация, съдиите решават, че ползите от решението – просрочено възнаграждение и конструктивно старшинство, няма да бъдат разширени за чернокожи мъже, наети от компанията. Мур твърди, че чернокожите жени не могат адекватно да представляват белите жени по въпросите на дискриминацията по полов признак, Пейн предполага, че чернокожите жени не могат адекватно да представляват чернокожите мъже по въпросите на расовата дискриминация, а ДеГрафенрейд твърди, че черните жени не са специална класа, която трябва да бъде защитена. Решенията, когато са свързани, показват дълбоко вкоренен проблем по отношение на справянето с дискриминацията в правната система. Тези случаи, въпреки че са остарели, се използват от феминистките като доказателство за техните идеи и принципи.

### Теория на комуникациите
Феминистката теория за комуникация се развива с течение на времето и се разклонява в много посоки. Ранните теории се фокусират върху начина, по който джендър влияе на комуникацията, и мнозина твърдят, че езикът е „направен от мъжа“. Тази гледна точка за комуникация насърчава „модел на дефицит“, който твърди, че характеристиките на речта, свързана с жените, са отрицателни и че мъжете „определят стандарта за компетентна междуличностна комуникация“, което влияе на типа език, използван от мъжете и жените. Тези ранни теории също предполагат, че етническата принадлежност, културният и икономически произход също трябва да бъдат разгледани. Те разглеждат как полът се пресича с други конструкции на идентичност, като класа, раса и сексуалност. Феминистките теоретици, особено онези, считани за либерални феминистки, започват да разглеждат проблемите на равенството в образованието и заетостта. Други теоретици се занимават с политическа ораторска реч и публичния дискурс. Проектът за възстановяване изважда наяве много жени оратори, които са били „изтрити или игнорирани като значими участници“. Теоретиците на феминистката комуникация също се обръщат към това как жените са представени в медиите и как медиите „комуникират идеология за жените, пола и феминизма“.
Феминистката теория на комуникацията също така обхваща достъпа до публичната сфера, чиито гласове се чуват в тази сфера, и начините, по които областта на комуникационните изследвания е ограничила това, което се счита за съществено за публичния дискурс. Признаването на пълната история на жените оратори, пренебрегнати и пренебрегнати от областта, на практика се превърна в начинание за възстановяване, тъй като установява и почита съществуването на жени в историята и възхвалява комуникацията на тези исторически значими участници. Това усилие за възстановяване, започнато от Андреа Лунсфорд, професор по английски език и директор на Програмата по писане и реторика в Станфордския университет, и последвано от други феминистки теоретици на комуникацията, също посочва жени като Аспазия, Диотима и Кристина Пизанска, които вероятно са били влиятелни в реторични и комуникационни традиции в класическите и средновековните времена, но които са били отричани като сериозен принос към традициите.
Теоретиците на феминистката комуникация също са загрижени за усилията за възстановяване, опитвайки се да обяснят методите, използвани от тези с власт, за да забранят на жени като Мария У. Стюарт, Сара Мур Гримке и Анджелина Гримке, а наскоро и Ела Бейкър и Анита Хил, да постигнат глас в политическия дискурс и следователно е изтласкван от публичната сфера. Теоретиците в този дух също се интересуват от уникалните и значими техники на комуникация, използвани от тези жени и други като тях, за да преодолеят част от потисничеството, което са преживели.
Феминистките теоретици също така оценяват комуникационните очаквания за студенти и жени на работното място, по-специално как се изгражда представянето на женските спрямо мъжките стилове на общуване. Джудит Бътлър, която измисли термина „перформативност на пола“, освен това предполага, че „теориите за комуникацията трябва да обяснят начините, по които индивидите преговарят, съпротивляват се и превъзхождат своята идентичност в едно общество със силен пол“. Този фокус също така включва начините, по които жените са ограничени или „дисциплинирани“ в самата дисциплина на комуникацията, по отношение на пристрастия в изследователските стилове и „заглушаването“ на феминистката наука и теория.
Кой е отговорен за решаването на това какво се счита за важен публичен дискурс също се поставя под въпрос от феминистките теоретици в комуникационната наука. Тази леща на феминистката теория на комуникацията е обозначена като ревалористична теория, която почита историческата перспектива на жените в комуникацията в опит да възстанови гласове, които са били исторически пренебрегвани. Има много опити да се обясни липсата на представителни гласове в публичната сфера за жените, включително идеята, че „публичната сфера е изградена върху есенциалистки принципи, които пречат на жените да бъдат разглеждани като легитимни комуникатори в тази сфера“, и теории за подчинение, което „при екстремни условия на потисничество... не позволяват на тези с власт дори да чуят техните комуникативни опити.“

### Връзки с обществеността
Феминистката теория може да се приложи в областта на връзките с обществеността. Феминистката учена Линда Хон разглежда основните препятствия, които срещат жените в тази област. Някои често срещани бариери включват мъжко доминиране и полови стереотипи. Хон измества феминистката теория за PR от „асимилацията на жените в патриархалните системи“ към „истински ангажимент за социално преструктуриране“. Подобно на проучванията, проведени от Хон, Елизабет Ланс Тот изучава феминистките ценности във връзките с обществеността. Тот заключава, че има ясна връзка между феминисткия джендър и феминистката ценност. Тези ценности включват честност, чувствителност, проницателност, справедливост и ангажираност.

### Дизайн
Технически писатели заключиха, че визуалният език може да предава факти и идеи по-ясно от почти всяко друго средство за комуникация. Според феминистката теория „джендър може да бъде фактор за това как човешките същества представят реалността“.
Мъжете и жените ще изградят различни видове структури за себе си и, следователно, техните мисловни процеси могат да се различават по съдържание и форма. Това разделение зависи от Аз-концепцията, която е „важен регулатор на мислите, чувствата и действията“, който „управлява възприемането на реалността“. Аз-концепцията има значителен ефект върху това как мъжете и жените представят реалността по различни начини.
Наскоро термини като „визуална реторика“, „визуален език“ и „дизайн на документи“ показват ново осъзнаване на важността на визуалния дизайн. Дебора С. Босли изследва тази нова концепция на „феминистката теория на дизайна“ като провежда проучване върху група студенти, мъже и жени, помолени да илюстрират изображение на хартия, дадено им в текст. Въз основа на това изследване тя създава „феминистка теория на дизайна“ и я свързва с техническите комуникатори. В резултатите от проучването мъжете използват по-ъглови илюстрации, като квадрати, правоъгълници и стрелки, които се тълкуват като посока, отдалечаваща се или движеща се към, като по този начин предполагат по-агресивни позиции, отколкото закръглени форми, показващи мъжественост. Жените, от друга страна, използват по-извити визуални елементи, като кръгове, заоблени контейнери и огъващи се тръби. Босли взема предвид, че феминистката теория предлага прозрение за връзката между жените и кръговете или закръглените предмети. Според нея проучванията на жените и лидерството показват предпочитание към нейерархични модели на работа (предпочитане на комуникационна „мрежа“ вместо комуникационна „стълба“). Босли обяснява, че кръговете и другите заоблени форми, които жените са избрали да нарисуват, не са йерархични и често се използват за представяне на приобщаващи, общностни взаимоотношения, потвърждавайки нейните резултати, че женските визуални дизайни наистина имат ефект върху техните средства за комуникация. Въз основа на тези заключения тази „феминистка теория на дизайна“ твърди, че джендър играе роля в това как хората представят реалността.

### Черна феминистка криминология
Черната феминистка криминологична теория е концепция, създадена от Хилъри Потър през 2006 г., за да действа като мост, който интегрира феминистката теория с криминологията. Тя се основава на интеграцията на черната феминистка теория и критичната расова феминистка теория. Тъй като Потър формулира тази теория, чернокожата феминистка криминология описва преживяванията на чернокожите жени като жертви на престъпления. Други учени, като Патрина Дюхани и Дженис Крауфърд Монде, изследват чернокожата феминистка криминология във връзка с настоящи и бивши лишени от свобода чернокожи жени. Години наред черните жени са пренебрегвани в изучаването на престъпността и криминологията; въпреки това, с нов фокус върху черния феминизъм, който се появява през 80-те години на 20 век, черните феминистки започват да контекстуализират своите уникални преживявания и да изследват защо общият статут на черните жени в системата на наказателното правосъдие липсваше в подходи, специфични за жените. Потър обяснява, че тъй като чернокожите жени обикновено имат „ограничен достъп до адекватно образование и заетост като следствие от расизъм, сексизъм и класизъм“, те често са в неравностойно положение. Това неблагоприятно положение се материализира в „лоши реакции от страна на професионалистите в социалните услуги и агентите за обработка на престъпления на междуличностната виктимизация на чернокожите жени“.
Повечето проучвания на престъпността са фокусирани върху белите мъже/жени и чернокожите мъже. Всички резултати или заключения, насочени към чернокожите мъже, обикновено се приемат за същата ситуация за чернокожите жени. Това е много проблематично, тъй като чернокожите мъже и чернокожите жени се различават по това, което изпитват. Например, икономическите лишения, равенството в статуса между половете, отличителните модели на социализация, расизмът и сексизмът трябва да се вземат предвид между двете групи. Двете изживяват всички тези фактори по различен начин; следователное изключително важно да се разреши тази дилема. Черната феминистка криминология се предлага като решение на този проблем. Тя взема предвид четири фактора: социалното структурно потисничество на чернокожите жени (като през призмата на междусекторността на Кимбърле Креншоу), нюансите на чернокожите общности и култури, чернокожи интимни и семейни отношения, и чернокожата жена като индивид. Тези четири фактора, твърди Потър, помагат на чернокожата феминистка криминология да опише разликите между преживяванията на чернокожите жени и черните мъже в системата на наказателното правосъдие. Все пак Потър призовава за предпазливост, отбелязвайки, че само защото тази теория има за цел да помогне за разбирането и обяснението на опита на чернокожите жени със системата на наказателното правосъдие, не може да се генерализира толкова много, че да се пренебрегнат нюансите в опита. Потър пише, че „индивидуалните обстоятелства на чернокожите жени винаги трябва да се разглеждат във връзка със споделения опит на тези жени."

### Феминистки наука и технологии
Феминистките научни и технологични изследвания се отнасят до трансдисциплинарната област на изследване на начините, по които джендър и други маркери на идентичност се пресичат с технологията, науката и културата. Практиката възниква от феминистката критика на мъжествено кодираните употреби на технологиите в областта на естествените, медицинските и техническите науки и нейното вплитане в джендър и идентичността. Голяма част от феминистката теория за технонауката обяснява, че науката и технологиите са свързани и трябва да бъдат държани отговорни за социалните и културни развития, произтичащи от двете области. Някои ключови въпроси, на които се занимават феминистките технологични изследвания, включват използването на феминистки анализ, когато се прилага към научни идеи и практики, пресечните точки между раса, класа, джендър, наука и технология, последиците от ситуираните знания, политиката на джендър за това как да се разбира агентността, тялото, рационалността и границите между природата и културата.

### Екологичен феминизъм или екофеминизъм
През 70-те години на 20 век въздействието на технологичното развитие след Втората световна война кара много жени да се организират срещу проблеми от токсичното замърсяване на кварталите до тестване на ядрени оръжия върху местни земи. Този масов активизъм, възникващ на всеки континент, е както междусекторен, така и междукултурен в борбата си за защита на условията за възпроизвеждане на живота на Земята. Известно като екофеминизъм, политическото значение на това движение продължава да се разширява. Класически изявления в неговата литература са Каролин Мърчант със „Смъртта на природата“, Мария Мис с „Патриархат и натрупване в световен мащаб“, Вандана Шива „Да останеш жив: екология и развитие на жените“, Ариел Сале с „Екофеминизмът като политика: природа, Маркс и постмодерното“. Екофеминизмът включва дълбока критика на европоцентричната епистемология, наука, икономика и култура. Той става все по-виден като феминистки отговор на съвременния разпад на планетарната екосистема.